# Listă de români care apar pe medalii românești
Aceasta este o listă de români care au fost reprezentați pe medalii românești.

## A
- Alexandru cel Bun
- Theodor Aman
- Grigore Antipa

## B
- Matei Basarab
- Nicolae Bălcescu
- Bogdan I
- Constantin Brâncoveanu
- Constantin Brâncuși

## C
- Ion Luca Caragiale
- Carol I al României
- Ion Oargă Cloșca
- Ion Creangă
- Crișan
- Alexandru Ioan Cuza

## D
- Carol Davila

## E
- Mihai Eminescu
- George Enescu

## F
- Ferdinand I al României

## H
- Horea

## I
- Avram Iancu

## M
- Maria a României
- Constantin Mavrocordat
- Veronica Micle
- Inocențiu Micu-Klein
- Mihai I al României
- Mircea cel Bătrân

## S
- Ștefan cel Mare

## T
- Vlad Țepeș

## V
- Mihai Viteazul
- Tudor Vladimirescu